# Johovica (Novi Grad)
Johovica (szerbül: Јоховица), falu Bosznia-Hercegovinában, Bosanska krajina területén, Novi Grad községben, a Szerb Köztársaságban. 

## Fekvése
Bosznia-Hercegovina nyugati részén, Banja Lukától légvonalban 66, közúton 107 km-re nyugatra, községközpontjától légvonalban 17, közúton 29 km-re délre, a Japra-folyótól nyugatra elterülő erdős-ligetes dombvidéken, 230 - 430 méteres tengerszint feletti magasságban található. Több, kis településből áll.

## Népessége
| Nemzetiségi csoport | Népesség 1991 | Népesség 2013 |
| ------------------- | ------------- | ------------- |
| Szerb               | 179           | 101           |
| Bosnyák             | 0             | 1             |
| Horvát              | 1             | 0             |
| Jugoszláv           | 7             | 0             |
| Egyéb               | 0             | 0             |
| Összesen            | 187           | 102           |

## Története
A határában feltárt régészeti lelőhelyek leleteinek tanúsága szerint a területe már a bronzkorban és a vaskorban is lakott volt. A Crkvina és a Košenica nevű lelőhelyeken is őskori emberi település állt.
A térség 1537-ben Blagaj várának elestével került török kézre. A település 1878-ig tartozott az Oszmán Birodalomhoz, ekkor a berlini kongresszus határozata alapján az Osztrák-Magyar Monarchia része lett. A monarchia szétesésével 1918-ben előbb a Szerb-Horvát-Szlovén Királyság, majd 1929-től a Jugoszláv Királyság része. Jugoszlávia megszállása után a falu a Független Horvát Állam (NDH) része lett. 1945-től a település a szocialista Jugoszlávia része volt. A Bosznia-Hercegovinában zajló polgárháború idején a település a Boszniai Szerb Köztársaság része volt. A daytoni békeszerződést követő területfelosztásnál a település, Novi Grad község részeként a Szerb Köztársaság területéhez került.

## Nevezetességei
- Crkvina (Vignjevića zaspa) – 20 méteres átmérőjű és 4 méter magasságú földből épített kerek őskori tumulus, a humuszos rétegben sok kerámiatöredékkel, melyek a „zaspa” típushoz tartoznak. Korát a bronzkorban és a vaskorban határozták meg.[4]

- Košenica – őskori erődítmény maradványai a Babišnica és a Zečevica-patakok közötti földnyelven. Az ovális alaprajzú erőd területét a könnyen megközelíthető oldalon széles és mély árok, valamint földsánc védte. A plató hosszúsága 50, szélessége 10-20 méter volt. A déli lejtőkre is lenyúlva egykor valószínűleg emberi település állt. Nem kizárt, hogy ez a település kapcsolatban állt a Japra melletti Luka nevű lelőhelyen talált településsel. Korát a korai vaskorra teszik.[4]